# Alberto Moravia
Alberto Pincherle Moravia, född Alberto Pincherle den 28 november 1907 i Rom, död den 26 september 1990 i Rom, var en italiensk författare, journalist, kritiker och kulturpersonlighet. Moravia skrev både romaner, noveller, skådespel, reseskildringar och essäer.

## Biografi
Moravia hade under sin ungdom tuberkulos och vistades periodvis på sanatorier, där han fick tillfälle till läsning och reflexion inför ett liv som författare. Moravia gjorde en storslagen debut redan som 22-åring med romanen De likgiltiga (1929). I romanen finner vi Moravias huvudtema, som är alienationen i det moderna samhället. På många sätt var romanen en föregångare till verken av de franska existentialisterna Camus och Sartre. I romanen möter vi också de två drivkrafter som präglar Moravias författarskap – pengar och sexualitet. Moravia gifte sig 1941 med Elsa Morante, som även hon var författare. I sina litterära verk visade hon på en kristen, marxistisk grundhållning.
Det var emellertid först efter andra världskriget som Moravia blev en mer etablerad författare, med romaner som Agostino och Romarinnan och novellsamlingen Romerska berättelser. Över huvud taget räknas perioden 1944–1960 som Moravias mest framgångsrika. Även om Moravia fortsatte att publicera sig ända fram till sin död är det många kritiker som anser att hans senare verk inte håller samma kvalitet. Moravia är en författare som gärna repeterade sina teman i senare romaner, något som kritiker noterade. 
År 1962 flyttade Moravia ifrån Morante och slog sig samman med författaren Dacia Maraini. Under denna period umgicks Moravia en del med författaren och regissören Pier Paolo Pasolini. På sin ålders höst gifte han om sig med Carmen Llera Moravia. På 1980-talet var Moravia parlamentsledamot för kommunisterna i Europaparlamentet. 
Flera av hans mest kända verk har filmatiserats, till exempel Vittorio De Sicas De två kvinnorna (La ciociara, 1960), med bl.a. Sophia Loren, Eleonora Brown och Jean-Paul Belmondo i rollerna, och Jean-Luc Godards Föraktet, med Brigitte Bardot och Michel Piccoli i huvudrollerna.
Moravia nominerades till Nobelpriset i litteratur åtskilliga gånger, första gången 1949.